# Chlorissa rosea
Chlorissa rosea är en fjärilsart som beskrevs av Carl Freiherr von Gumppenberg 1895. Chlorissa rosea ingår i släktet Chlorissa och familjen mätare. Inga underarter finns listade i Catalogue of Life.